# Боднар Ігор Ярославович
Ігор Ярославович Боднар (8 січня 1941, м. Стрий — 19 січня 2011, м. Львів) — український графік, представник генерації художників-шістдесятників, поет, професор Львівської національної академії мистецтв (факультет декоративно-прикладного мистецтва, кафедра художнього текстилю), член національної спілки художників України.

## Біографія
Народився 8 січня в м. Стрий у родині знаної вишивальниці Ірини Дикої. Молодша сестра — Дідик Надія Ярославівна, заслужений художник України.
Навчання у середній школі № 1 міста Стрий, професійну освіту здобув у Львівському державному інституті прикладного і декоративного мистецтва (1959—1965) на відділі художнього ткацтва (Викладачі: Ярослава Музика, Данило Довбошинський, Карло Звіринський, Вітольд Манастирський).
- 1963 — Вперше представляє роботи на художніх виставках.
- 1966 — Початок викладацької діяльності в ЛДІПДМ на кафедрі художнього текстилю.
- 1969 — Перша персональна виставка творів в Україні (Львів, Спілка письменників України).
- 1970 — Вперше бере участь у міжнародних виставках (Ряшів, Польща).
- 1971 — Член Спілки художників.
- 1989 — Міжнародна виставка екслібрису. Вільнюс, Литва.
- 1989 — VII міжнародна виставка естампу. Тбілісі, Грузія.
- 1990 — Виставка української графіки. Нью-Йорк, США.
- 1991, 1993, 1995 —Міжнародна виставка екслібрису. Сінт-Ніклас, Бельгія.
- 1991 — Персональна виставка графіки-живопису. Львівська картинна галерея.
- 1992 — Присвоєно вчене звання професора.
- 1996 Нагороджений знаком «Відмінник освіти»,
- 1997 — Персональна виставка графіки-живопису. Париж, церква св..Володимира.
- 1997 — «San Giorgio» І міжнародне бієнале тематичного екслібрису. Італія.
- 1999 — «Львівська мистецька школа». Клівленд. США.
- 2000 — Виставка львівського портрету «Персона», Львівський палац мистецтв.
- 2000 — «Сучасне сакральне мистецтво України». Міжнародна виставка. Лілієнфілд, Австрія.
- 2000 — Трієнале «Графіка 2000». Київ.
- 2001 — Персональна виставка графіки-живопису. Національний музей у Львові імені Андрея Шептицького.
- 2006 — Персональна виставка графіки-живопису. Львівська картинна галерея.
- 2006 — BUILDING CULTURAL BRIDGES Art from the Former Soviet Union to America[5]. Mizel Museum, Denver, Colorado
- 2011 — Остання прижиттєва персональна виставка (Львів).
- 2011 — «Родина мистецтва». Краєзнавчий музей «Верховина» (Стрий).

Ігор Ярославович Боднар помер 19 січня 2011 року у Львові та похований на полі № 42 Личаківського цвинтаря.

## Публікації Ігора Боднара
- «Уставки» Космача та Верховини // VII наукова конференція |ЛНІПДМ| за 1965 р. Тези доп. — Л., 1966. — С. 14—15.
- Деякі особливості народного ткацтва Волині // VIII наукова конференція |ЛНІПДМ| за 1966 р. Тези доп. — Л., 1967. — С. 57—59.
- Народні тканини в інтер'єрі Львівщини // Х наукова конференція ЛНІПДМ за 1968 р. Тези доп. — Л.: Вид-во Львівського університету, 1969. — С. 92—94.
- Орнаментика карпатських вишивок // Народна творчість та етнографія. — 1969: Збірник матеріалів. — Л., — ч. 2. — С. 55—58.
- Килимарниця з Космача: Про творчість Є. Слюсарчук // Громадське покликання митця: Збірник матеріалів. — Львів: Вища школа, 1977. — С. 153—155.
- Текстильная пластика: Методические указания для студентов І курса по теме «Объемно-пространственная композиция в художественном текстиле». — Львов: ЛГИПДМ, 1981. — 8 с.
- Основы композиции: Методические указания для студентов I курса «Художественный текстиль». — Львов: ЛГИПДМ, 1989. — 20 с.
- Площинні композиції. Тези лекцій та завдання з курсу «Основи композиції» для студентів І курсу художнього текстилю. — Львів: ЛДІПДМ, 1991. — 16 с. (співавтор Г. Д. Кусько).
- Ще одна суверенність — Іван Кулик // Мистецькі студії. — 1993. — № 2—3. — С. 147, 84.
- Маляр Андрій Ментух // Шлях Перемоги. — 1994. — 12 листопада.
- Основні закони і правила композиції: Конспект лекцій для студентів І курсу з предмету «Основи композиції». — Львів: ЛАМ, 1994. — 24 с.
- Над вертепом звізда ясна…: Про творчість Д. Парути, Н. Паук, Б. Сороки, І. Франка, М. Яціва // Дзвін. — 1995. — № 1. — С. 151—155.
- Надія і поривання: Про Я. Музику // Дзвін. — 1995. — № 12. — С. 150—153.
- Никифор (Епіфаній Дровняк, 1895—1968) // Вісник ЛАМ. — Вип. ІІ. — Львів, 2000.

## Ілюстрації І.Боднара
- Стельмах Б. Писанка: Вірші та казки для молодшого шкільного віку / Художник І. Я. Боднар. — Львів: Каменяр, 1993. — 184 с.
- Пригоди бравого вояка Швейка: Програма комедії. — Львів, 1983.